# Uncarina

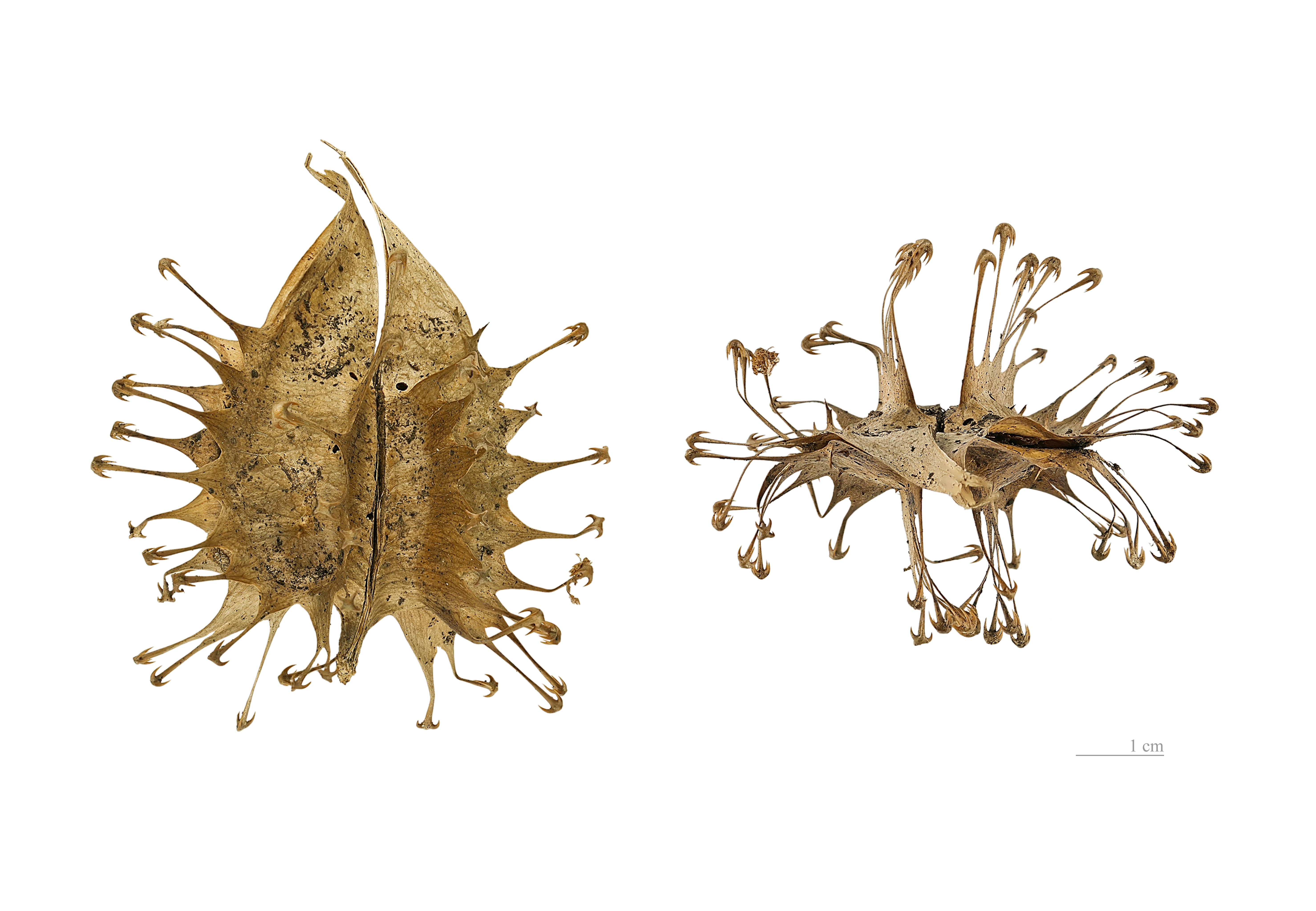
Uncarina ankaranensis

Uncarina is een geslacht uit de familie Pedaliaceae. Het bestaat uit circa tien soorten, die endemisch zijn in Madagaskar.
In Nederland heeft de Botanische Tuin Kerkrade planten uit dit geslacht in zijn collectie.

## Soorten
- Uncarina abbreviata (Baill.) Ihlenf. & Straka
- Uncarina decaryi Humbert ex Ihlenf.
- Uncarina grandidieri (Baill.) Stapf
- Uncarina leandrii Humbert
- Uncarina leptocarpa (Decne.) Ihlenf. & Straka
- Uncarina peltata (Baker) Stapf
- Uncarina perrieri Humbert
- Uncarina roeoesliana Rauh
- Uncarina sakalava Humbert
- Uncarina stellulifera Humbert
- Uncarina turicana Lavranos